# 김봉근
김봉근(金奉根, 1961년 3월 13일 ~ )은 전 KBO 리그 쌍방울 레이더스의 투수이며 1992년 시즌 뒤 은퇴한 후 한동안 현장을 떠났다가 1993년 시즌 뒤 롯데 자이언츠 2군 투수코치를 맡으면서  현장에 돌아왔다.
그 뒤, 1997년 6월 20일 선수단의 분위기를 바꾸기 위해 1군 투수코치로 보직이 변경됐으며 1998년 시즌 후 삼성 라이온즈 투수코치로 자리를 옮겼고 1999년 시즌 뒤 김용희 수석코치가 감독(1년 계약 형식)으로 부임하자 2군으로 내려갔으며 2000년 시즌 후 김응용 감독이 부임하면서 시작된 팀 정비에 따라 구단을 떠나 한동안 현장 복귀와 거리가 멀었다.
이후, 2001년 9월 28일 고향 팀 KIA 타이거즈 투수코치를 맡아 현장에 돌아왔으며 다음 해 시즌 후 조범현 전 삼성 코치가 SK 와이번스 감독으로 부임하자 SK 1군 투수코치로 자리를 옮겼고 투수진 붕괴 때문에 그 해 8월 14일 2군 투수코치로 보직이 변경됐다.
그 뒤, 2004년 시즌 후 포스트시즌 실패에 따른 문책성 해고에 맞춰 팀을 떠난 뒤 한양대 투수코치를 거쳐 2005년 시즌 후 KIA 타이거즈 투수코치로 재부임했고 2007년 시즌 뒤 최하위로 떨어진 것에 따른 문책성 해고에 맞춰 2군으로 자리를 옮겼으며 2009년 시즌 후 구단을 떠나 또다시 현장 복귀와 거리가 있었다.
이후, 2013년 시즌 뒤 kt 위즈 2군 투수코치를 맡아 현장에 돌아왔지만 2015년 시즌 후 kt에서 재계약을 포기하여 또다시 현장을 떠났다.
한편, 1990년 쌍방울 레이더스 창단 당시 광주 출신 멤버 중 한 명이었으며(숭의중학교 졸업) 본인(김봉근) 외에도 쌍방울 초창기 선수 중에서는 광주 출신이 많았는데  빙그레 이글스에서 지명 트레이드한 투수 손문곤, 손문곤과 광주상고(현재 광주동성고) 동창이자 상무 제대 후 신인지명을 받은 정인조, 신인지명을 받은 투수 김석기(광주일고), 국가대표 출신 포수 공봉구 (목포영흥고), 전 태평양 돌핀스 소속 외야수 이연수 (광주일고) 등이 대표적이었고 프런트 중에서도 광주-전남과 인연이 깊었는데 유은수 당시 경기운영부장이 쌍방울 광주사무소장을 지냈으며 김양수 당시 경기운영과장이 광주일고 야구부 출신 모임 '일구회' 회원이고 김칠영 당시 호남지역 담당 스카우터가 광주상고 광주일고 영흥고 등 광주-전남 지역 고교야구팀 감독을 맡았으며 공봉구는 김칠영 스카우터가 영흥고 시절 길러낸 선수였다.

## 출신학교
- 대동향교초등학교
- 숭의중학교
- 상문고등학교
- 동국대학교

## 통산 기록
| 연도 | 소속   | 평균자책점 | 경기 | 완투 | 완봉 | 승 | 패 | 세 | 홀 | 승률  | 타자 | 이닝    | 피안타 | 피홈런 | 볼넷 | 사구 | 탈삼진 | 실점 | 자책점 |
| ---- | ------ | ---------- | ---- | ---- | ---- | -- | -- | -- | -- | ----- | ---- | ------- | ------ | ------ | ---- | ---- | ------ | ---- | ------ |
| 1984 | MBC    | 2.52       | 32   | 7    | 1    | 9  | 7  | 2  | 0  | 0.563 | 681  | 171 1/3 | 146    | 9      | 37   | 6    | 60     | 62   | 48     |
| 1985 | MBC    | 3.34       | 21   | 4    | 0    | 2  | 7  | 0  | 0  | 0.222 | 461  | 113 1/3 | 110    | 16     | 27   | 5    | 37     | 47   | 42     |
| 1986 | 청보   | 2.82       | 11   | 1    | 1    | 2  | 4  | 0  | 0  | 0.333 | 205  | 51      | 42     | 2      | 16   | 2    | 15     | 18   | 16     |
| 1987 | 청보   | 4.87       | 27   | 5    | 0    | 4  | 11 | 2  | 0  | 0.267 | 590  | 135     | 163    | 12     | 37   | 4    | 41     | 82   | 73     |
| 1988 | 태평양 | 5.00       | 22   | 2    | 0    | 4  | 11 | 0  | 0  | 0.267 | 404  | 93 2/3  | 123    | 12     | 13   | 2    | 25     | 61   | 52     |
| 1989 | 태평양 | 6.00       | 6    | 0    | 0    | 0  | 0  | 0  | 0  | 0.000 | 41   | 9       | 13     | 1      | 4    | 1    | 4      | 6    | 6      |
| 1991 | 쌍방울 | 4.70       | 8    | 0    | 0    | 0  | 0  | 0  | 0  | 0.000 | 70   | 15 1/3  | 22     | 4      | 3    | 0    | 11     | 12   | 8      |
| 1992 | 쌍방울 | 9.00       | 1    | 0    | 0    | 0  | 0  | 0  | 0  | 0.000 | 10   | 2       | 4      | 1      | 1    | 0    | 0      | 2    | 2      |
| 통산 | 8시즌  | 3.76       | 128  | 19   | 2    | 21 | 40 | 4  | 0  | 0.344 | 2462 | 590 2/3 | 623    | 57     | 138  | 20   | 193    | 290  | 247    |

1. ↑  “롯데 김봉근 우경하 코치계약”. 한겨레신문. 1993년 12월 4일. 2020년 4월 20일에 확인함.
2. ↑  변영상 (1997년 6월 21일). “【프로야구】롯데 코치전 대폭 물갈이...양상문-2군”. 국제신문. 2020년 4월 20일에 확인함.
3. ↑  “삼성 김봉근 투수코치 영입”. 동아일보. 1998년 11월 2일. 2020년 4월 20일에 확인함.
4. ↑  “《프로야구 소식》… 삼성, 코칭스태프 완전 물갈이”. 국제신문. 1999년 11월 20일. 2020년 4월 20일에 확인함.
5. ↑  연합 (2000년 11월 1일). “삼성 코치진 6명 무더기 해임 김응용 감독 영입후 팀 정비”. 국제신문. 2020년 4월 20일에 확인함.
6. ↑  “[조명탑] 기아, 김봉근 투수코치 영입”. 일간스포츠. 2001년 9월 28일. 2020년 4월 20일에 확인함.
7. ↑  “SK `조범현 체제` 출범”. 일간스포츠. 2002년 11월 11일. 2020년 4월 20일에 확인함.
8. ↑  연합 (2003년 8월 14일). “SK 1.2군 코칭스태프 맞교환”. 스포츠한국. 2020년 4월 20일에 확인함.
9. ↑  장재은 (2004년 10월 13일). “SK 조범현감독 4억6천 2년 재계약”. 스포츠한국(연합뉴스). 2020년 4월 20일에 확인함.
10. ↑  “기아 김정수-김봉근 투수코치 영입”. 스포츠한국(연합뉴스). 2005년 10월 12일. 2020년 4월 20일에 확인함.
11. ↑  강산 (2015년 10월 27일). “'차명석 육성총괄' kt wiz, 코치진 개편 단행”. 마이데일리. 2020년 4월 20일에 확인함.
12. ↑  윤완채 (1990년 4월 4일). “쌍방울은 "해태 작은집"”. 무등일보. 2020년 7월 23일에 확인함.[깨진 링크(과거 내용 찾기)]
13. ↑  윤완채 (1990년 4월 4일). “쌍방울은 "해태 작은집"”. 무등일보. 2020년 7월 23일에 확인함.[깨진 링크(과거 내용 찾기)]